# Pedro Arjona
Pedro Arjona González es un dibujante de historietas español, nacido en 1949, conocido por ser miembro del colectivo El Cubri.

## Biografía
Además de trabajar con Felipe Hernández Cava en series como Peter Parovic, ha colaborado también con otros guionistas como Jorge Martínez Reverte (Un Cadáver sin Dueño y Sol de Invierno). También trabajó en el mundo de la publicidad.

## Valoración crítica
Jesús Cuadrado, por su parte, ha destacado su "control de la planificación".